# Couronne (attribut)
Pour les articles homonymes, voir Couronne.
 (décembre 2012).
Si vous disposez d'ouvrages ou d'articles de référence ou si vous connaissez des sites web de qualité traitant du thème abordé ici, merci de compléter l'article en donnant les références utiles à sa vérifiabilité et en les liant à la section « Notes et références ».

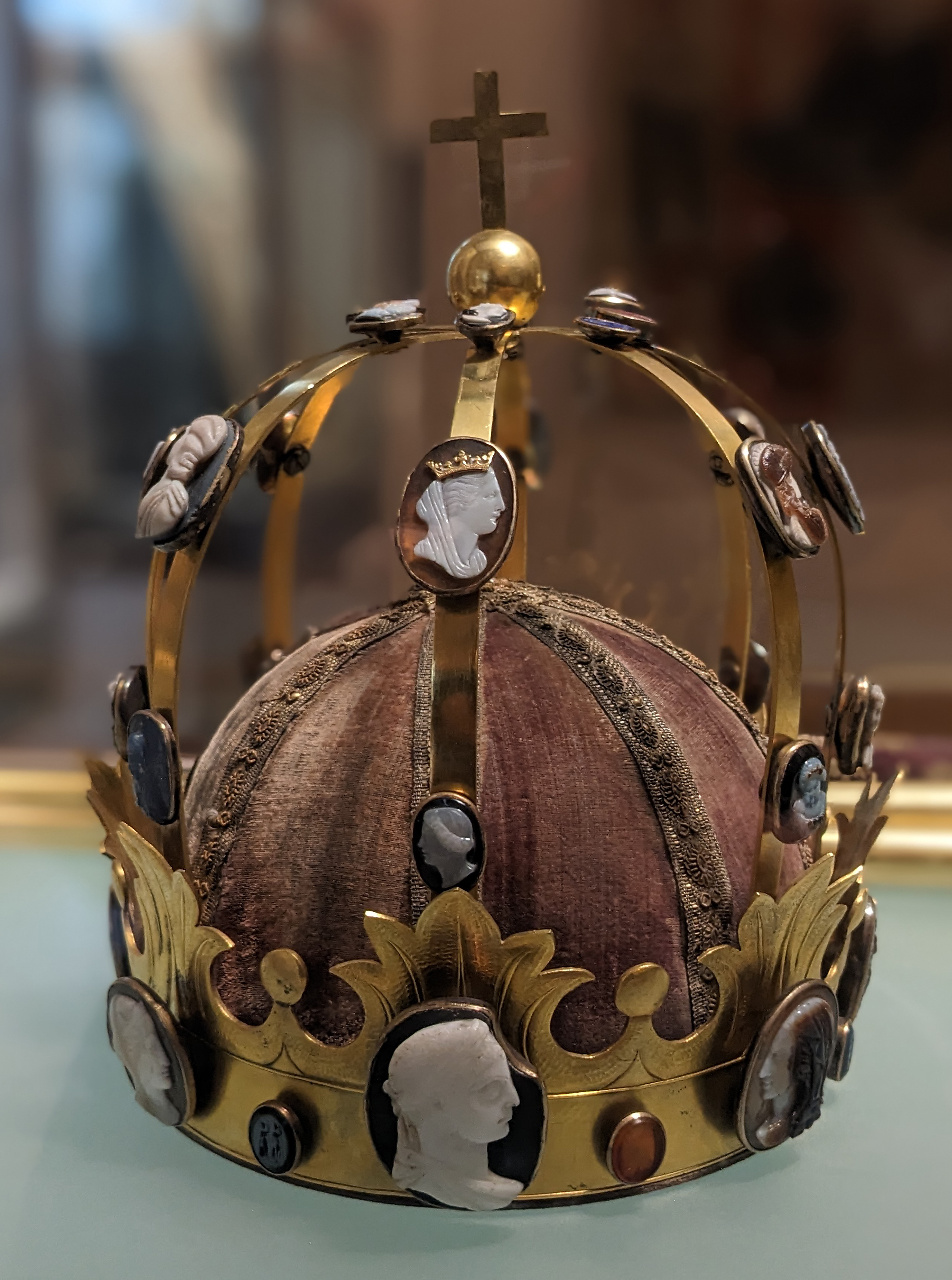
Couronne de Napoléon Ier.

Une couronne est une forme symbolique traditionnelle de couvre-chef ou de chapeau porté par un monarque ou une divinité, pour qui la couronne représente traditionnellement le pouvoir, la légitimité, la victoire, le triomphe, l’honneur et la gloire, ainsi que l’immortalité, la justice et la résurrection. En art, on peut montrer la couronne offerte aux anges par des anges. Outre la forme traditionnelle, les couronnes peuvent également être en forme de couronne et être constituées de fleurs, de feuilles de chêne ou d'épines et être portées par d'autres, ce que la partie du couronnement vise à symboliser avec la couronne spécifique. Dans l'art religieux, une couronne d'étoiles est utilisée de la même manière qu'un halo. Les couronnes portées par les dirigeants contiennent souvent des bijoux.

## Symbolique

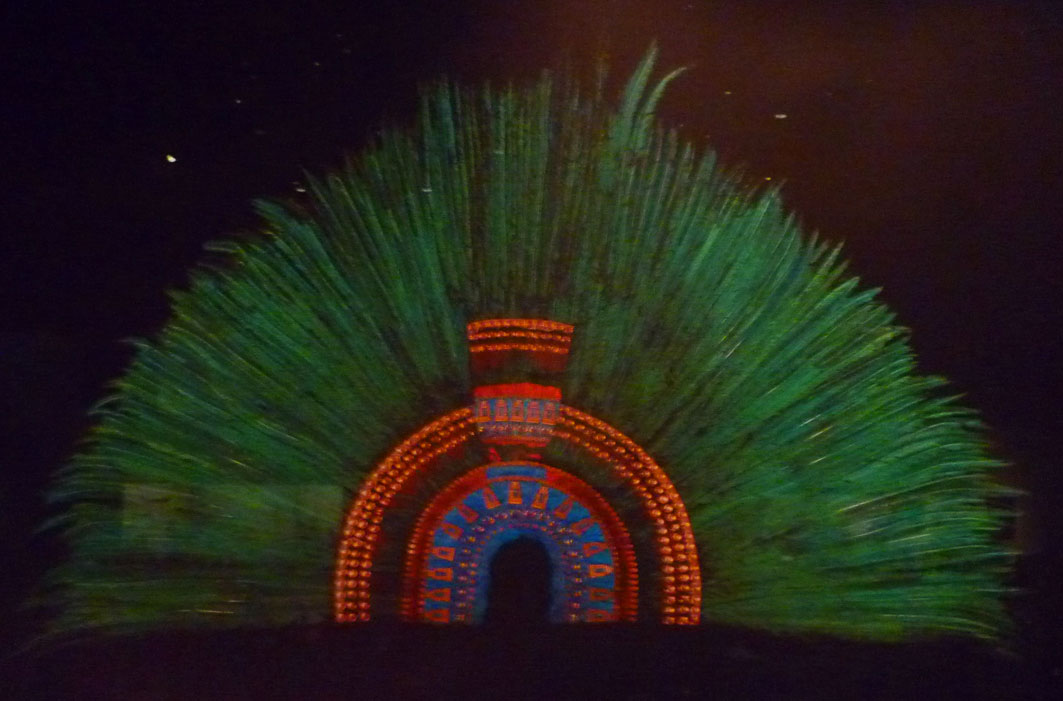
La couronne de Moctezuma II ou quetzalāpanecayōtl, le dernier empereur aztèque.

- La couronne des rois (souvent ornée de trèfles puis fleurs de lys), des empereurs, des seigneurs et princes est symbole d'autorité, parodiée par la couronne du roi d'un jour, désigné par la fève d'une galette des rois, qui semble mélanger une tradition carnavalesque ancienne et le souvenir des Rois mages.
- La couronne de plumes des Amérindiens (ornées de perles, épines de porc-épic, coquillages et autres objets) est une parure, un symbole d'appartenance à une tribu et à un rang.
- La couronne nuptiale (parfois appelée coronale) portée par une mariée ainsi que, parfois, par l'époux, lors de son mariage se retrouve dans de nombreuses cultures européennes depuis l'Antiquité. De nos jours, surtout le cas dans les cultures orthodoxes orientales.
  - Le service de mariage orthodoxe oriental a une section appelée le couronnement, dans lequel les jeunes mariés sont couronnés comme « roi » et « reine » de leur futur ménage.
  - Dans les mariages grecs, les couronnes sont des diadèmes habituellement faits de fleurs blanches souvent ornées d'argent ou de nacre. Ils sont placés sur la tête des jeunes mariés et sont maintenus ensemble par un ruban de soie blanche. Ils seront ensuite conservés par le couple en guise de rappel de leur journée spéciale.
  - Dans les mariages slaves, les couronnes sont habituellement faites de métal orné, conçu pour ressembler à une couronne impériale, et sont tenues au-dessus des têtes des jeunes mariés par leurs témoins. Une paroisse possède généralement un ensemble à utiliser pour tous les couples qui sont mariés, ces couronnes étant généralement beaucoup plus chères que les couronnes de style grec. Cela était commun dans les pays catholiques dans le passé.
- Les couronnes sont aussi souvent utilisées comme symboles du statut religieux ou de la vénération, par les divinités (ou leur représentation comme une statue) ou par leurs représentants, par exemple la Couronne noire du Karmapa Lama, parfois utilisé un modèle pour une utilisation plus large par les dévots.
- Une couronne d'épines fut, selon la Bible, placée sur la tête de Jésus avant sa crucifixion. Elle est devenue un symbole commun du martyre.
- Selon la tradition catholique romaine, la Vierge Marie fut couronnée Reine du Ciel après son assomption au ciel. Elle est souvent représentée portant une couronne et les statues d'elle dans les églises et les sanctuaires sont cérémonieusement couronnées en mai.
- En Inde, des couronnes sont connues sous le nom de makuta (sanskrit pour « crête ») sont utilisées depuis l'Antiquité. Elles sont décrites comme ornant les dieux ou rois hindous.
- Les danseurs de certaines danses traditionnelles thaïlandaises portent souvent des couronnes (mongkuts) sur leur tête. Ceux-ci sont inspirés des couronnes portées par les divinités et par les rois.

Symbole fort de la position sociale de celui qui la porte, la couronne ne pouvait devenir un accessoire de mode en elle-même mais elle a inspiré la création de couvre-chefs ornés parfois de pierres semi-précieuses ou de perles.

## Historique

### Dans l'Antiquité
- La forme la plus ancienne de couronne fut sans doute le diadème, simple bandeau qui, à l’origine, servait probablement à retenir en arrière les cheveux longs de celui qui le portait. Cependant, il fut adopté comme coiffure royale même parmi des peuples qui portaient les cheveux courts. Des bandeaux de ce genre sont représentés sur des sculptures d’Égypte, de Ninive et de Persépolis. Plus tard, les différents degrés d’honneur furent marqués par la couleur, le type de tissage ou la forme des diadèmes. Certains de ces bandeaux mesuraient environ 5 cm de large ; ils étaient en lin, en soie, voire en argent ou en or. On les portait parfois par-dessus une toque. Il existait également des diadèmes rayonnants (des bandeaux garnis tout autour de pointes dressées comme des rayons) et d’autres étaient sertis de pierres précieuses.
- En Europe, la couronne est un symbole de pouvoir (les rois grecs et romains en portaient), mais aussi de victoire. Par exemple, les Grecs organisaient des concours et les vainqueurs recevaient des prix (de l'huile notamment) ainsi qu'une couronne. Les Romains ont repris cette symbolique pour l'adapter à un contexte militaire (ainsi Jules César est souvent représenté avec une couronne de lauriers).
- Jésus de Nazareth fut, selon les Évangiles, coiffé d'une couronne d'épines en signe de dérision (car on l'appelait « roi des Juifs »).
- En Orient, une variante de la couronne est une coiffe cylindrique appelée tiare. Ce genre de coiffe figure notamment parmi les attributs papaux (on parle de « tiare papale »).

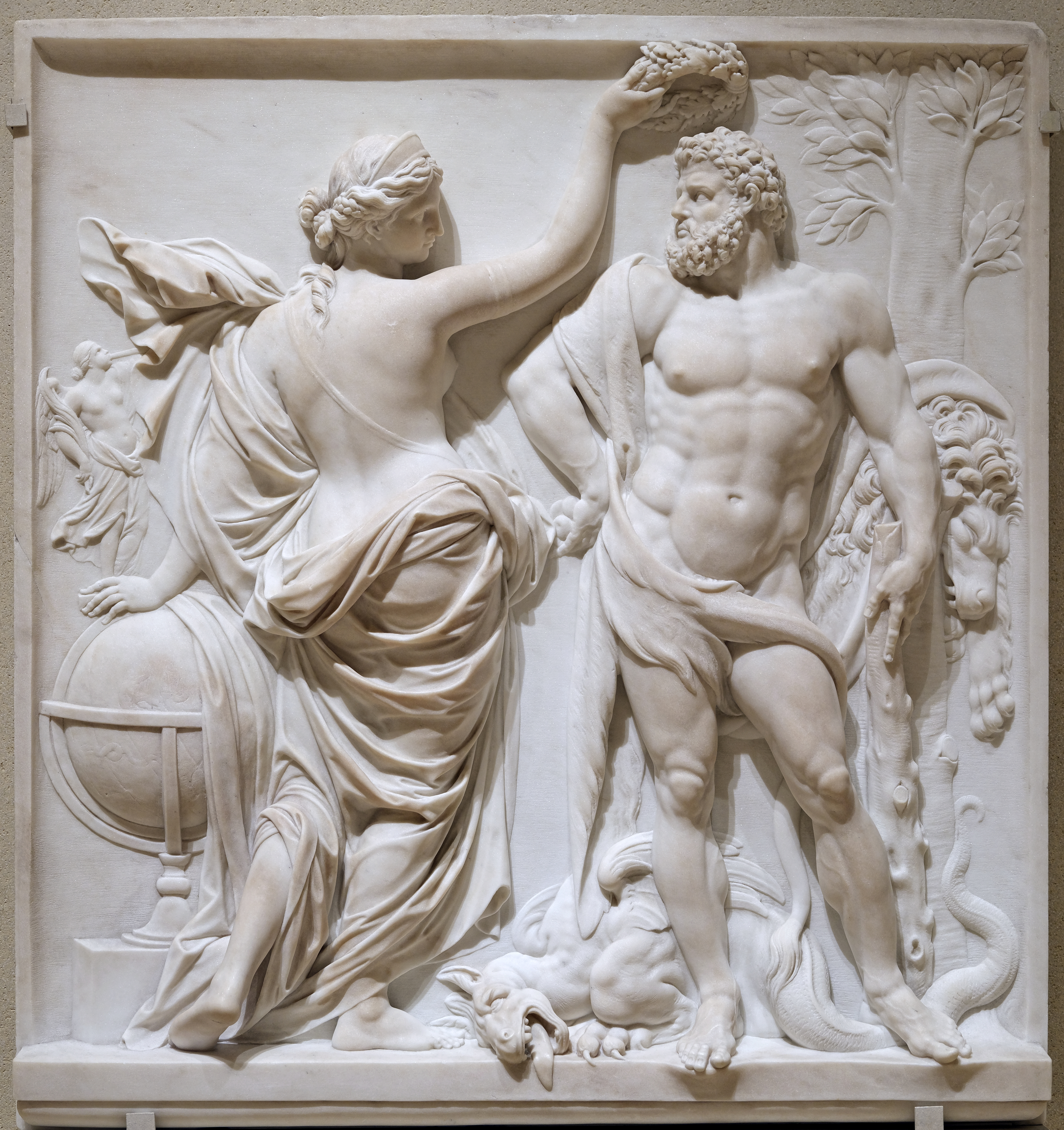
Héraclès couronné par la Gloire, Martin van den Bogaert, dit Desjardins. Marbre, 1671, pièce de réception pour l'Académie royale.
La tiare papale superpose souvent trois couronnes, dont l'une pourrait symboliser le royaume de Dieu.
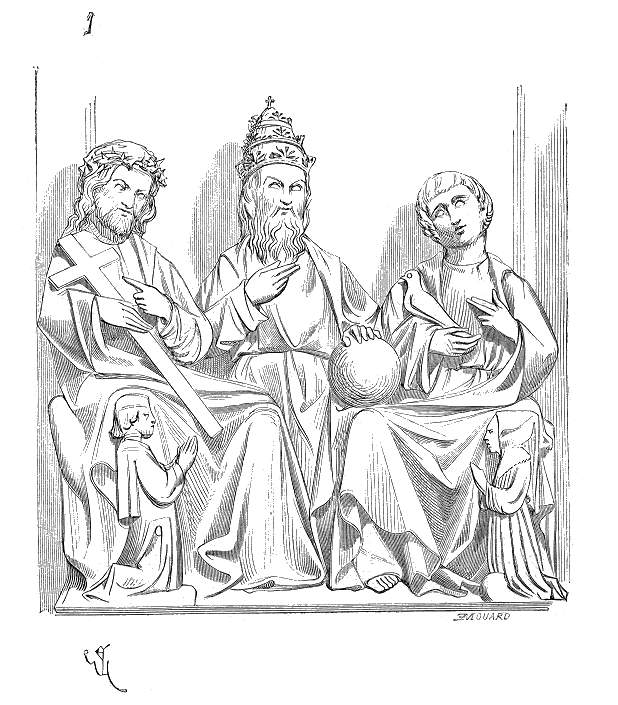
Bas-relief de bois représentant la Trinité (fin XIIIe siècle) : Dieu Le Père au milieu, coiffé de la tiare à triple couronne papale, qui bénit de la main droite et tient la Terre de la gauche. À sa droite le Fils couronné d'épines, portant la croix. À sa gauche un jeune homme imberbe, l'Esprit, tenant une colombe.
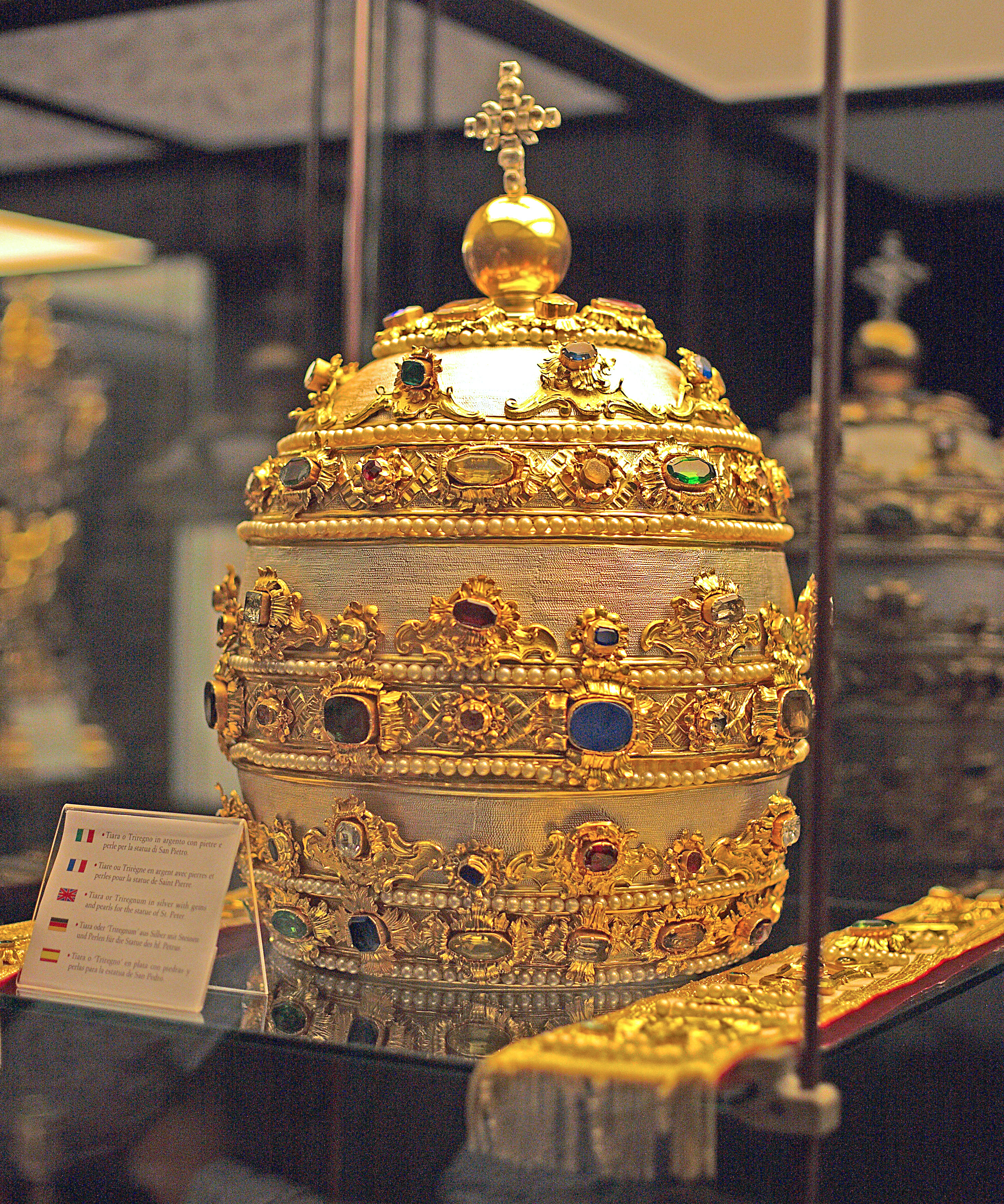
Tiare papale ornée de joyaux à la basilique Saint-Pierre de Rome, au Vatican.

### Au Moyen Âge et sous l'Ancien Régime
- La couronne s'est imposée comme un symbole régalien au cours du Moyen Âge (les Mérovingiens ne portaient pas de couronne mais gardaient les cheveux longs, c'est pourquoi on les appelait les « rois chevelus »).
- La couronne ouverte (un cercle avec éventuellement des ornements : pics, fleurs de lys…) est un symbole régalien.
- La couronne fermée (un cercle, auquel sont fixés des arcs qui se rejoignent en leur sommet) est à l'origine un symbole impérial (elle est appelée « couronne à l'impériale » ou « couronne de Charlemagne »), qui a été détourné par les rois au même titre que d'autres attributs impériaux comme le globe, et qui était porté uniquement lors du sacre royal. La représentation des rois en couronne fermée en France apparaît à partir de François Ier (en 1519, année de sa compétition pour la couronne impériale avec Charles Quint) et devient systématique à partir de la seconde moitié du XVIe siècle[1].

Les rois sont presque toujours représentés le front ceint d'une couronne, mais il faut savoir qu'il s'agissait en fait d'un objet très désagréable à porter (lourd, inconfortable). Le roi ne la portait donc que lors des cérémonies, et non au quotidien. De plus, cet objet n'était pas porté directement à même la tête, sans quoi il aurait pu être blessant pour son porteur : on plaçait une pièce de tissu entre la tête et la couronne.

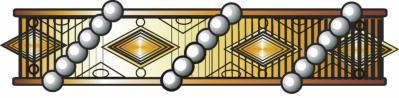
Couronne de baron (ou tortil).
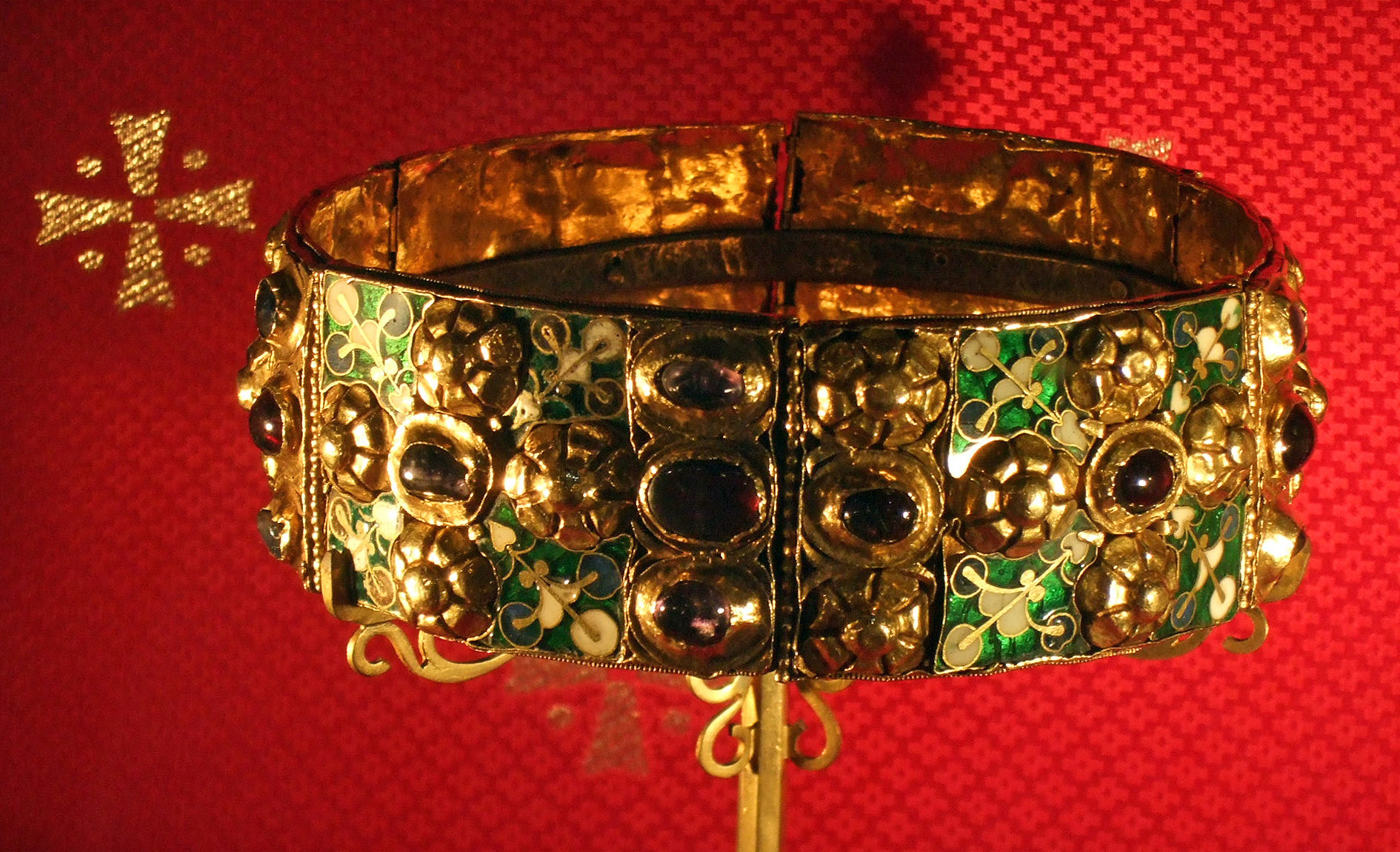
La Couronne de fer (VIIIe siècle).
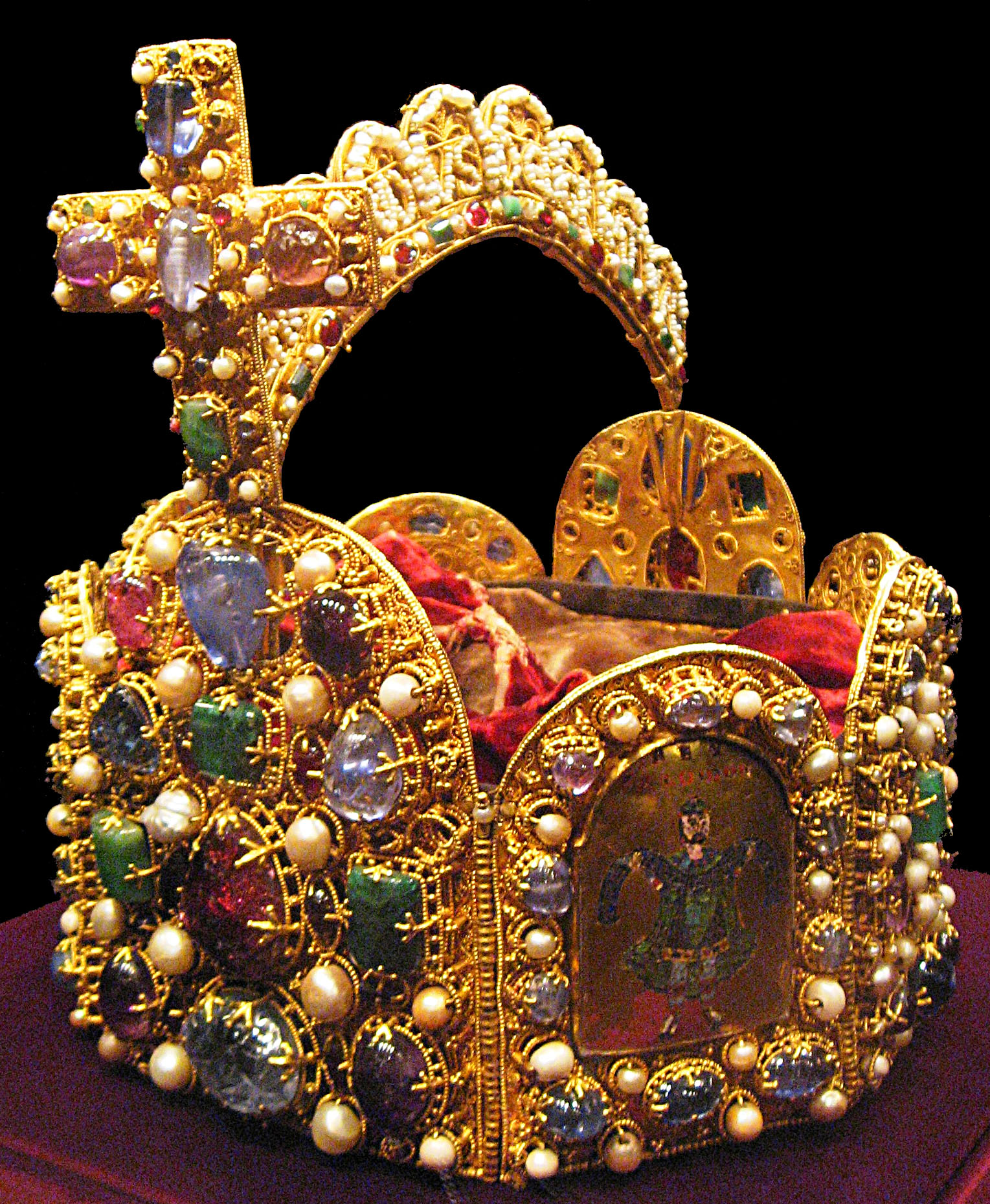
La couronne du Saint-Empire (av. 1020).
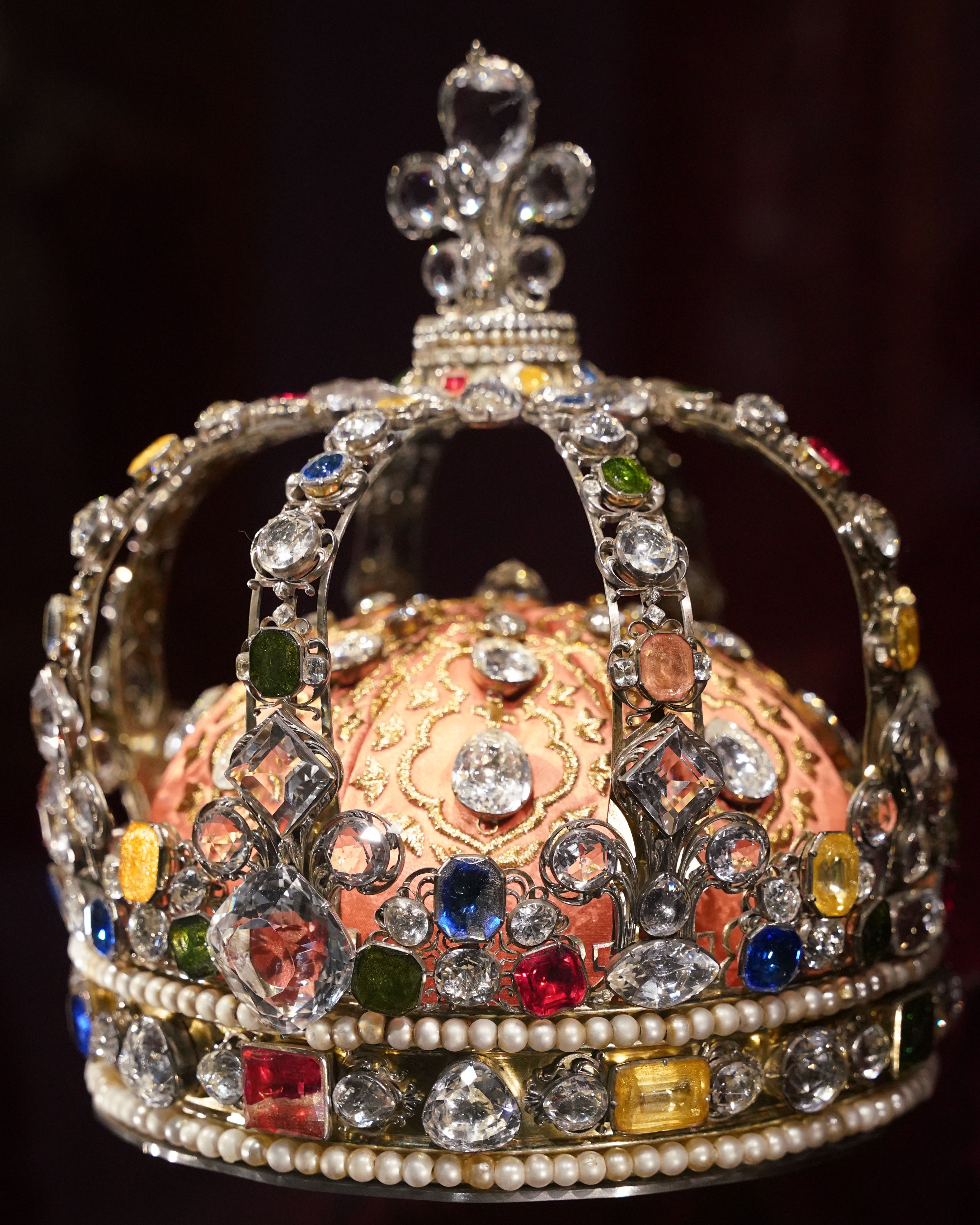
La couronne de Louis XV est fermée, à l'imitation de celle des empereurs.

### Autres types de couronnes
- On retrouve l'usage de la couronne (ou d'autres coiffes) dans de nombreuses civilisations pour signifier le rang de son porteur. Leurs formes peuvent considérablement varier selon les époques et les cultures, ayant toutefois toujours en commun une certaine richesse des matériaux.

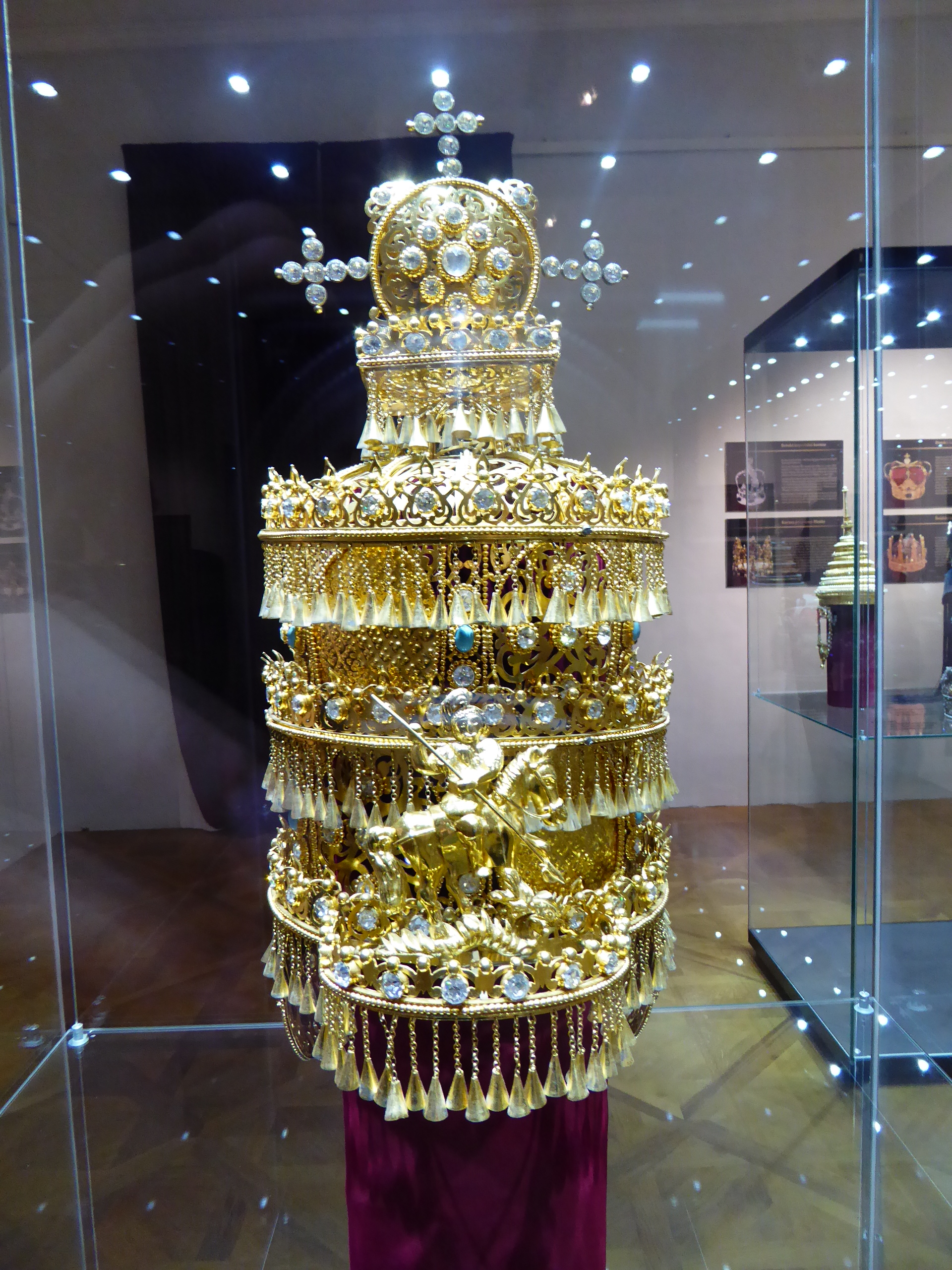
Couronne de Menelik II d’Éthiopie.
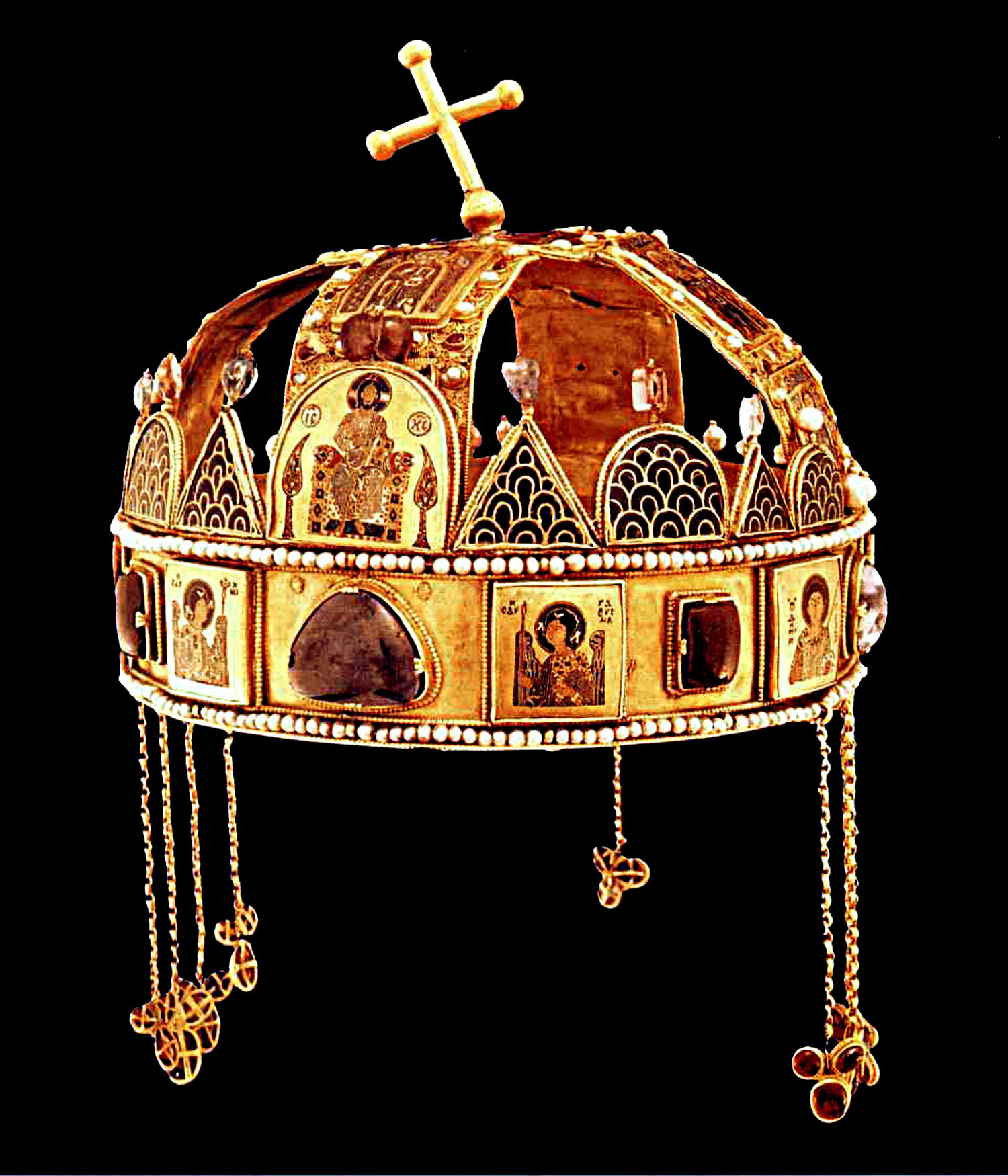
La Sainte Couronne de Hongrie.
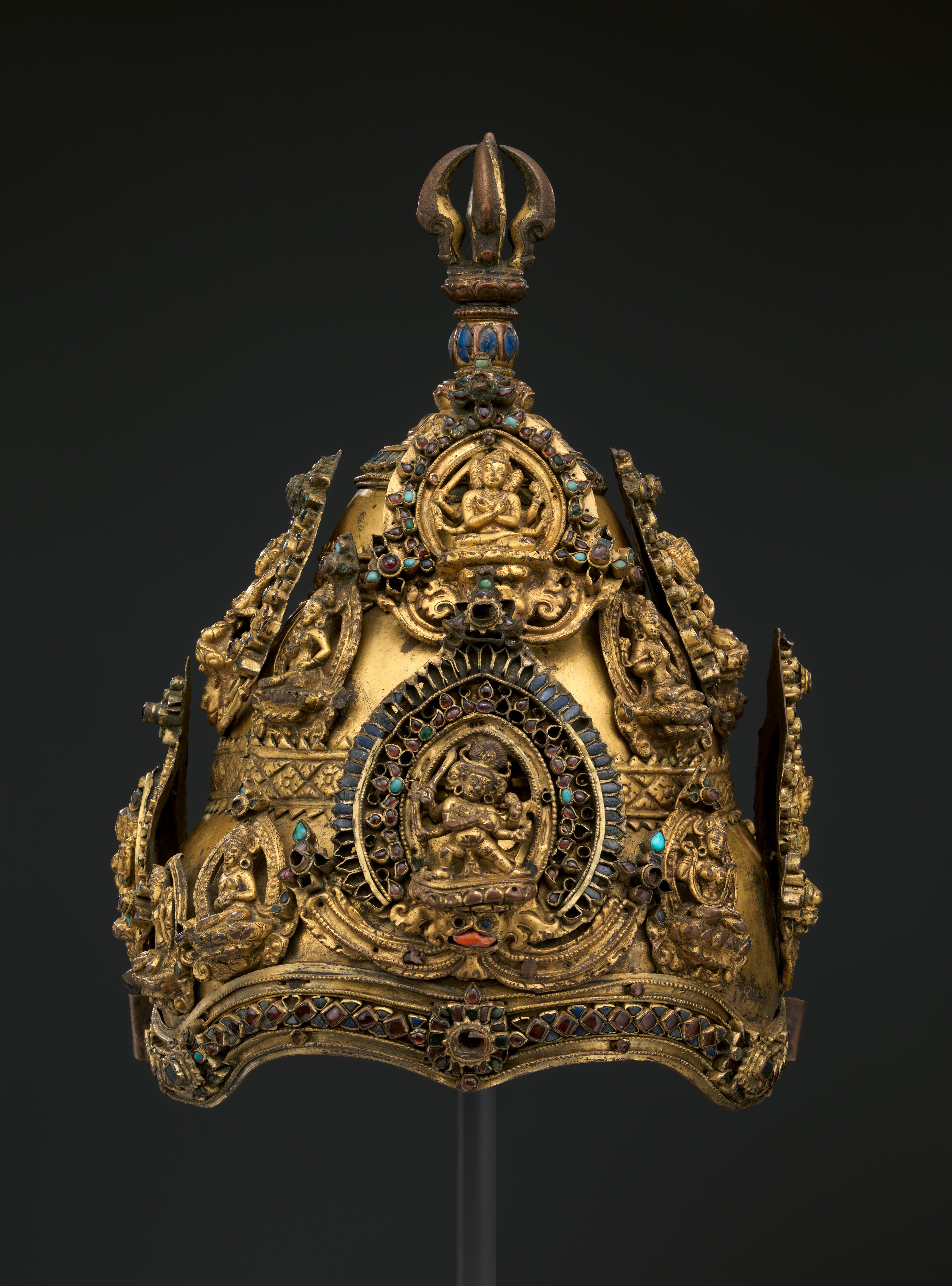
Couronne rituelle de Vajracarya, Népal.
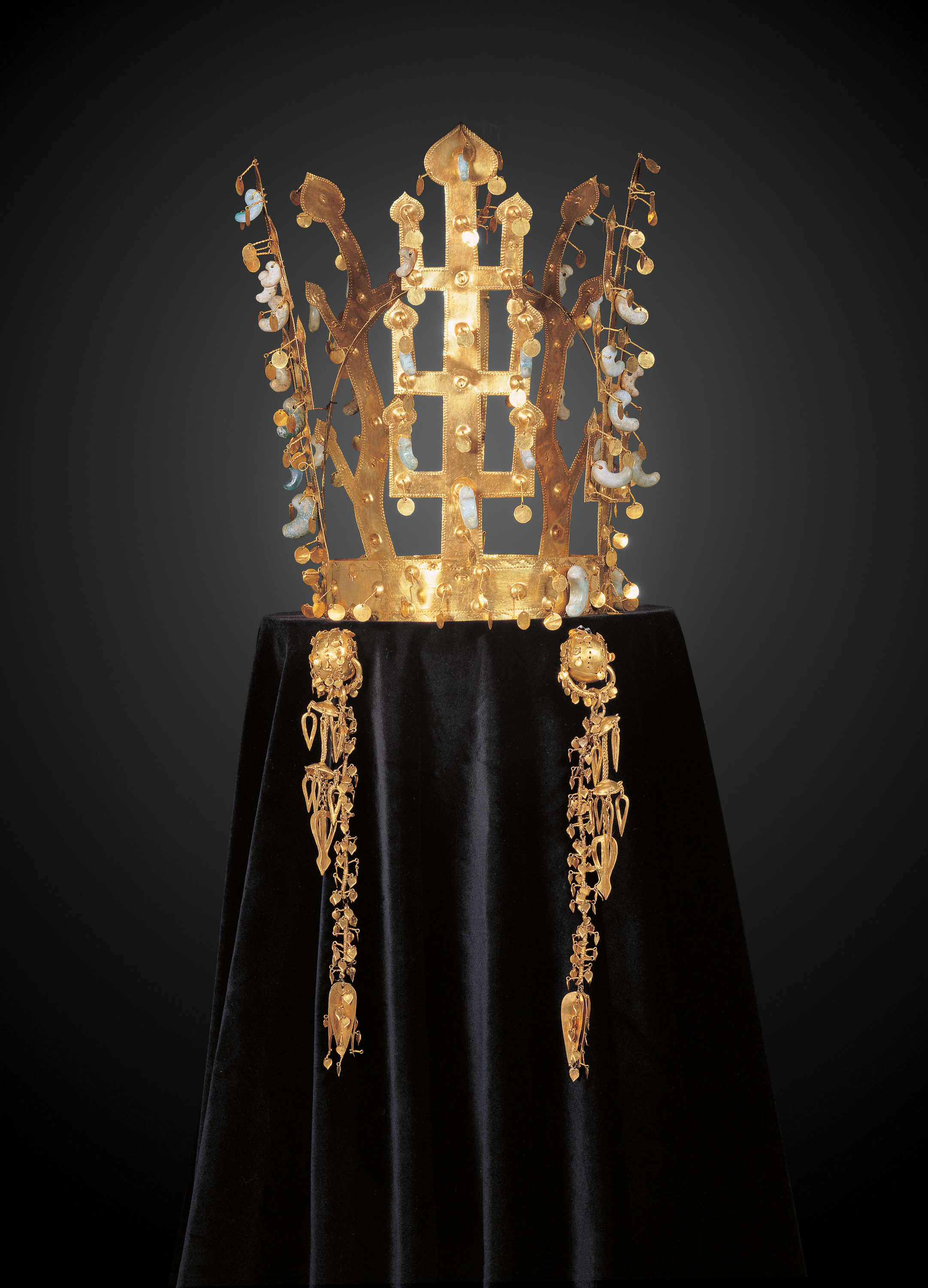
Couronne d'or de Seobongchong de l'antique royaume de Silla, 339e trésor national de Corée du Sud.
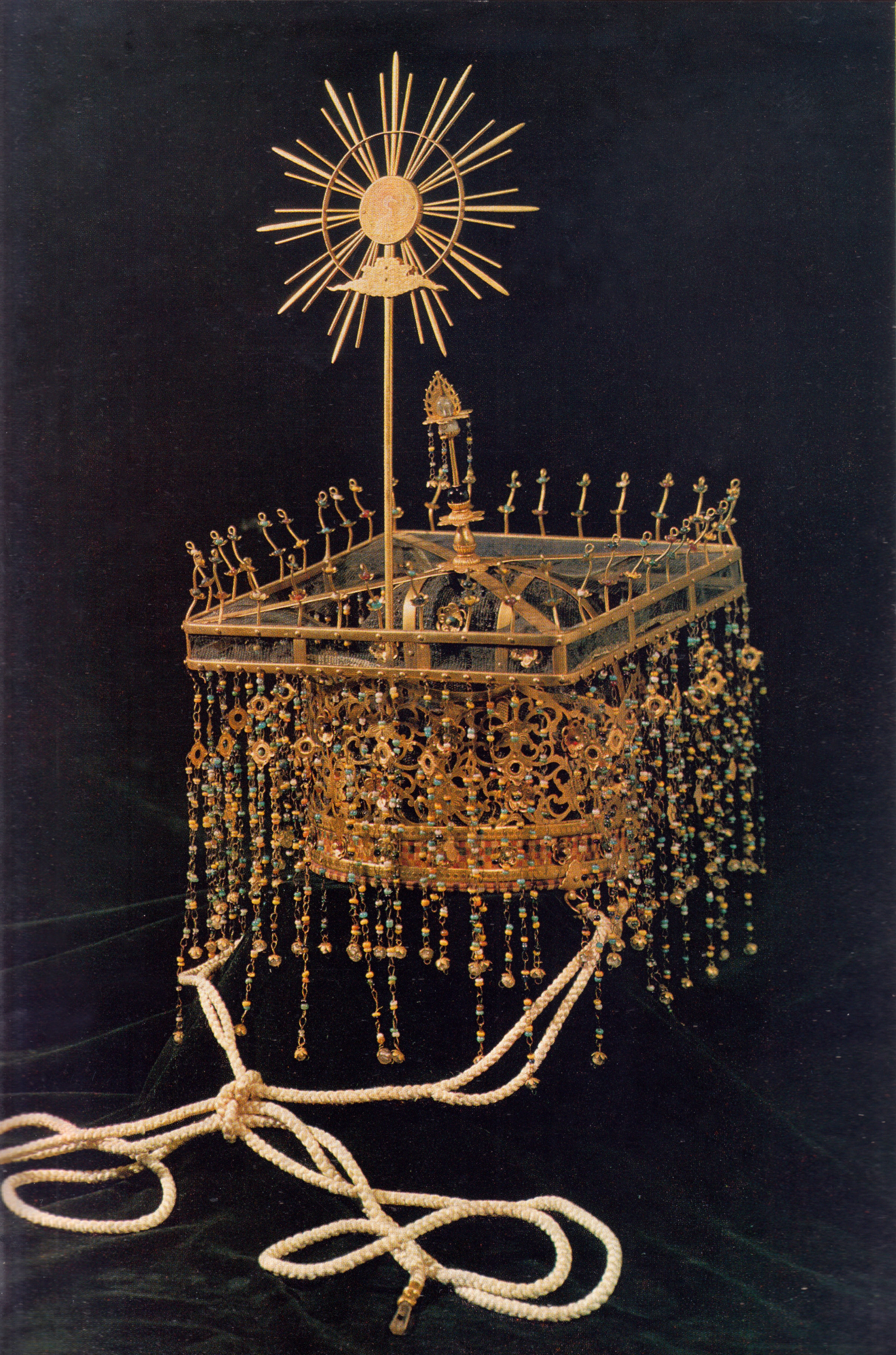
Couronne impériale de l'empereur du Japon Kōmei (1831-1867).
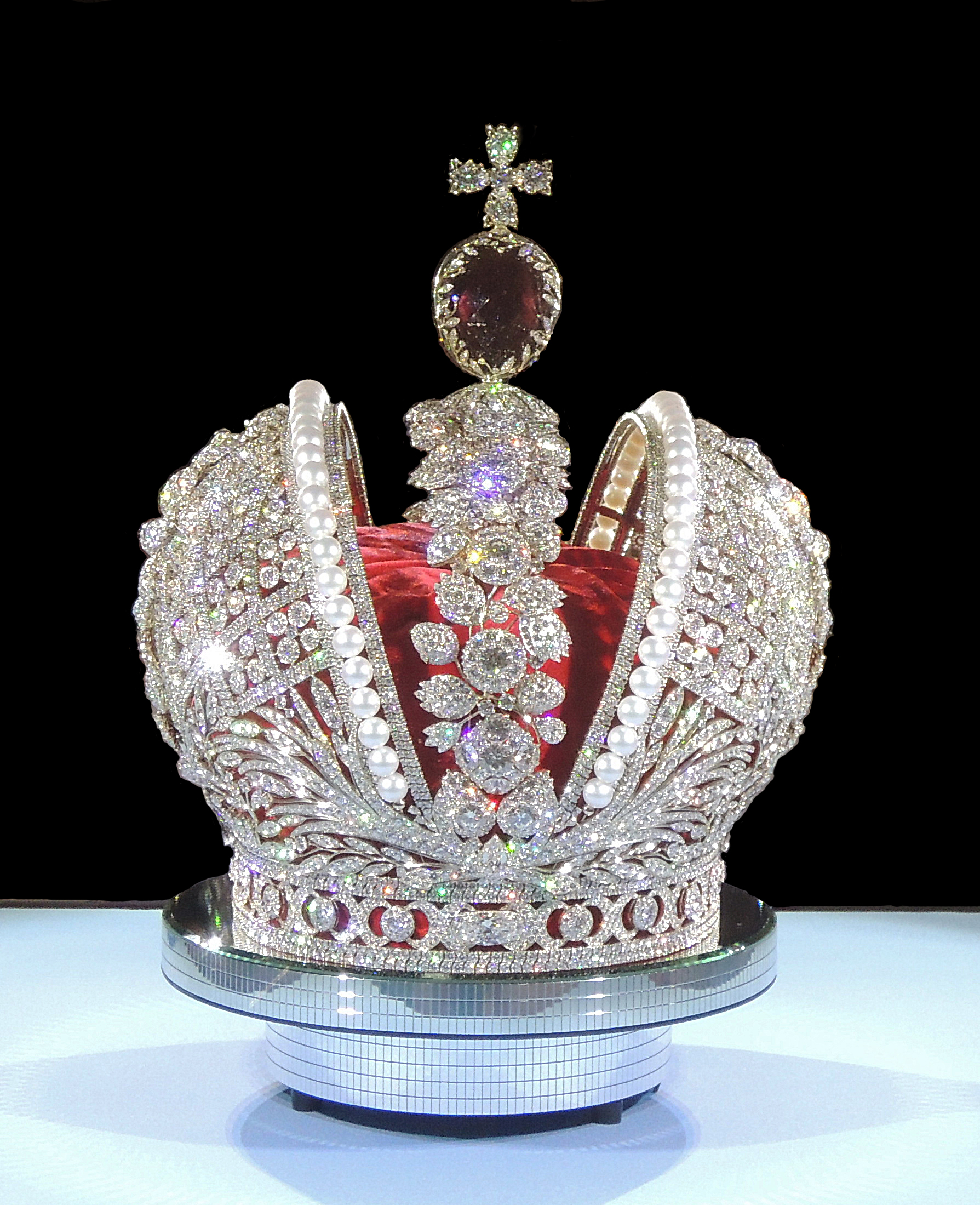
La couronne impériale de Russie, qui fut utilisée pour la première fois lors du couronnement de Catherine la Grande.

## Héraldique
La couronne est un élément très courant dans les blasons, ainsi que dans les ornements extérieurs de l'écu.

Blason de Domrémy-la-Pucelle.
Armoiries de Chypre.
Blason d'Adam de Mopertingen.
Couronne murale.
Couronne rostrale ou navale.
La couronne astrale est utilisé sur les emblèmes des escadrilles des forces aériennes.

## Compléments
Les armoiries municipales sont souvent surmontées d'une "couronne murale" représentant une enceinte fortifiée (tours et murailles).

## Source
- Le guide de l'héraldique, par Ottfried Neubecker (multiples rééditions).